# バグジャンプ
バグジャンプは、y-max社によって考案されたスキー・スノーボードのエアー練習施設。主に雪がないオフシーズンに利用される。

## 歴史
エアーの練習のために水に着地するウォータージャンプが主にエアリアル・モーグルなどの練習用として発展する一方、キッカーの形状などから初級者のスノーボーダーには敷居が高かった。国内スノーボードの競技レベルの低下を恐れたy-max社は、バグジャンプを考案、すぐさま実用化した。これが2000年代初期である。

## 特徴
着地は柔らかいマットである。雪のように斜面となっているタイプ（クエスト・キングス・フライヒル）や平面で受け止めるタイプ（おおやキャンプ場）がある。

## 道具
板やブーツ、ヘルメットなど基本的に冬と同じものが流用できるが、マットが傷つかないように板はダリング加工が必要である。
ライフジャケットやウェットスーツが必要なウォータージャンプと違い、服装の制約は少ない。

## 国内の施設
- 東北クエスト
- 小布施クエスト
- 福岡キングス
- 千葉キングス
- フライヒル